# Götz Friedrich

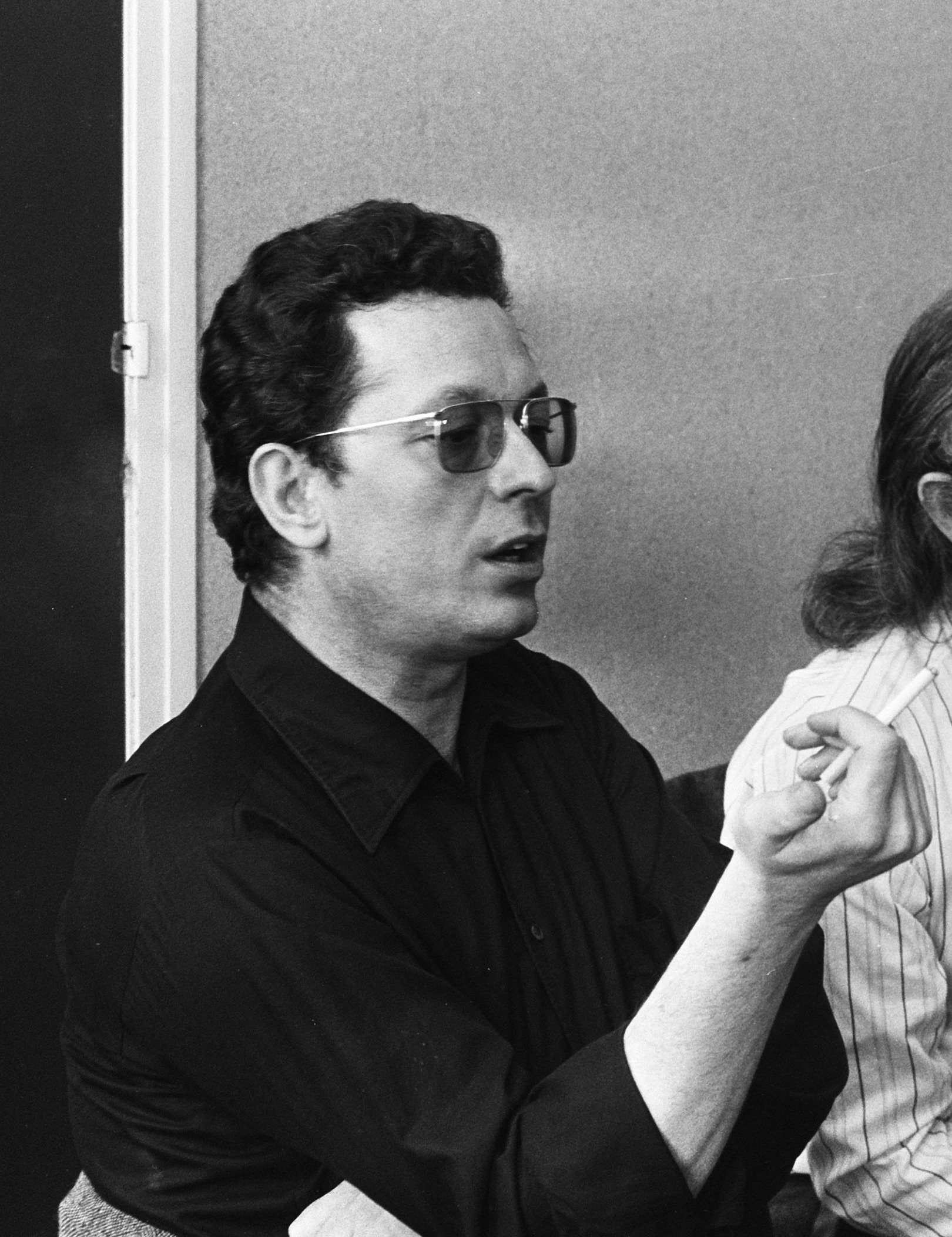
Götz Friedrich, 1975

Götz Friedrich, född 4 augusti 1930 i Naumburg an der Saale, död 12 december 2000 i Berlin, var en tysk operaregissör och teaterledare. Friedrich arbetade 1953–1972 vid Komische Oper i Östberlin. 1972 lämnade han DDR och arbetade och bodde ett år i Stockholm. Från 1973 arbetade han vid Hamburgs Staatsoper och Covent Garden i London, och var från 1981 chef för Deutsche Oper Berlin.

## Viktigaste uppsättningar
- I Bayreuth iscensatte han 1972 Richard Wagners Tannhäuser, och därefter Lohengrin (1979) och Parsifal (1982).
- På Covent Garden i London satte han upp Nibelungens ring 1974–1975 med bland andra Berit Lindholm som Brünnhilde samt senare i Berlin 1984–1985.
- Richard Strauss Die Frau ohne Schatten i Salzburg.
- 1977 Richard Wagners Mästersångarna i Nürnberg på Kungliga Operan i Stockholm.
- 1972 Leoš Janáčeks Jenůfa med Elisabeth Söderström i titelrollen på Kungliga Operan i Stockholm.
- 2000 Alban Bergs Wozzeck på Kungliga Operan i Stockholm.
- 1992 Ingvar Lidholms Ett drömspel på Kungliga Operan i Stockholm.

Han regisserade flera TV-filmer, bland annat Verdis opera Falstaff (med Georg Solti) samt Richard Strauss operor Elektra och Salome (med Karl Böhm).

## Priser och utmärkelser
- 1982 – Litteris et Artibus
- 1989 – Ledamot nr 397 av Kungliga Musikaliska Akademien.